# Генеза
Генеза је југословенски кратки филм из 1985. године. Режирао га је Мирослав Живковић који је написао и сценарио.

## Улоге
| Глумац            | Улога |
| ----------------- | ----- |
| Тихомир Арсић     |       |
| Милан Чучиловић   |       |
| Душан Голумбовски |       |
| Душан Премовић    |       |
| Биљана Словић     |       |